# Heteroderes abyssinus
Heteroderes abyssinus là một loài bọ cánh cứng trong họ Elateridae. Loài này được Candeze miêu tả khoa học năm 1859.